# Microbiología y parasitología

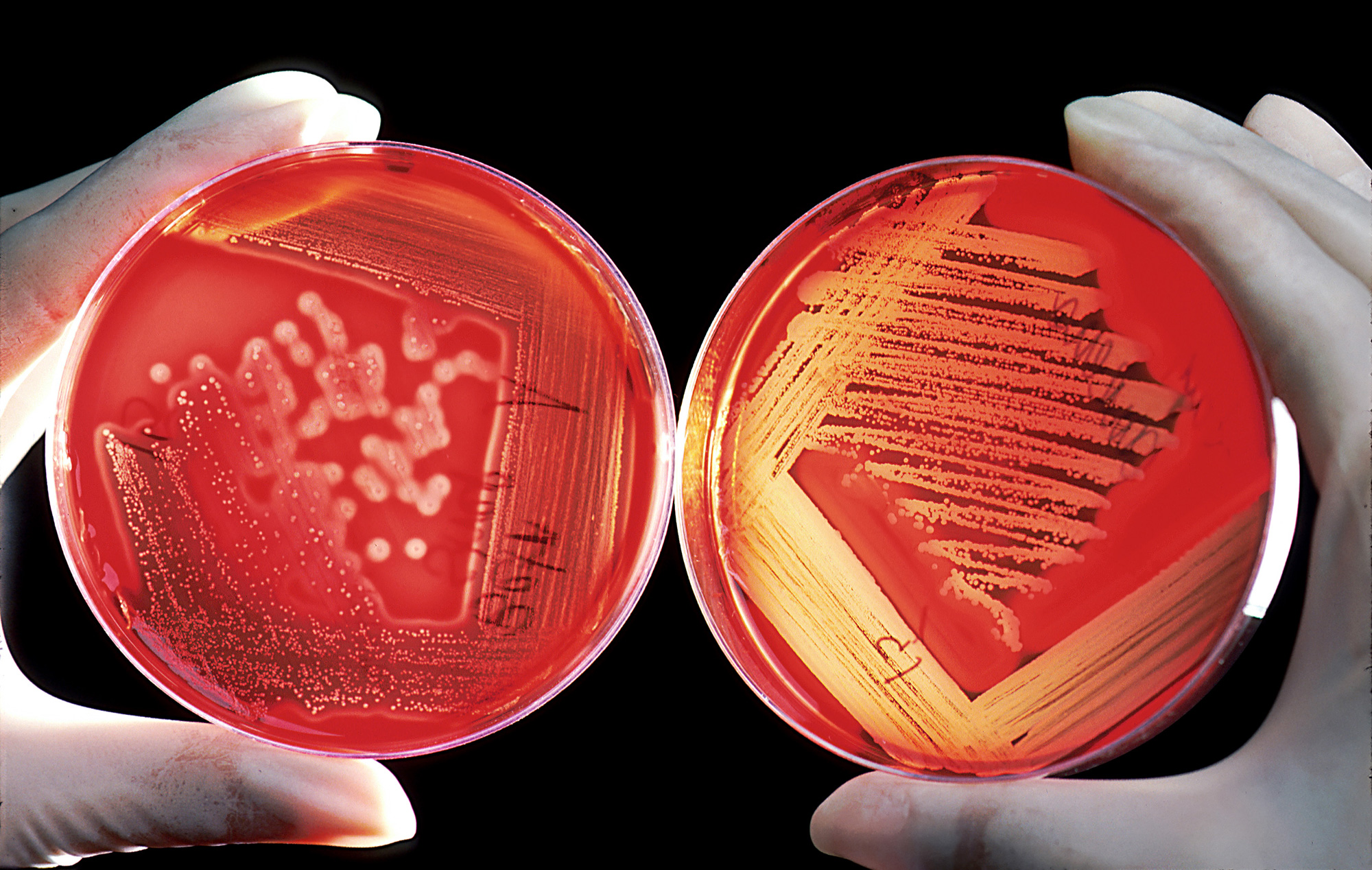
Cultivos de microorganismos en placa de agar.

La microbiología y parasitología es una especialidad médica y de la biología dedicada al estudio y tratamiento de las enfermedades infecciosas que afectan a los humanos, y por extensión a otros seres vivos.
Esta especialidad médica está implantada en al menos 16 países: Alemania, Argentina, Austria, Dinamarca, España, Finlandia, Grecia, Irlanda, Islandia, Italia, Luxemburgo, Noruega, Países Bajos, Portugal, Reino Unido y Suecia.

## Campo de acción
El microbiólogo y parasitólogo está especializado en los procesos patológicos originados por microorganismos que afectan a la salud humana. Su objetivo es la detección, aislamiento, identificación, mecanismos de colonización y patogenicidad, mecanismos de diseminación y transmisión, significación clínica y epidemiológica, procedimientos para su control sanitario o terapéutico y respuesta biológica del ser humano ante los microorganismos. Estos incluyen: bacterias, hongos, protozoos y virus; microorganismos en general.

## Ejercicio profesional

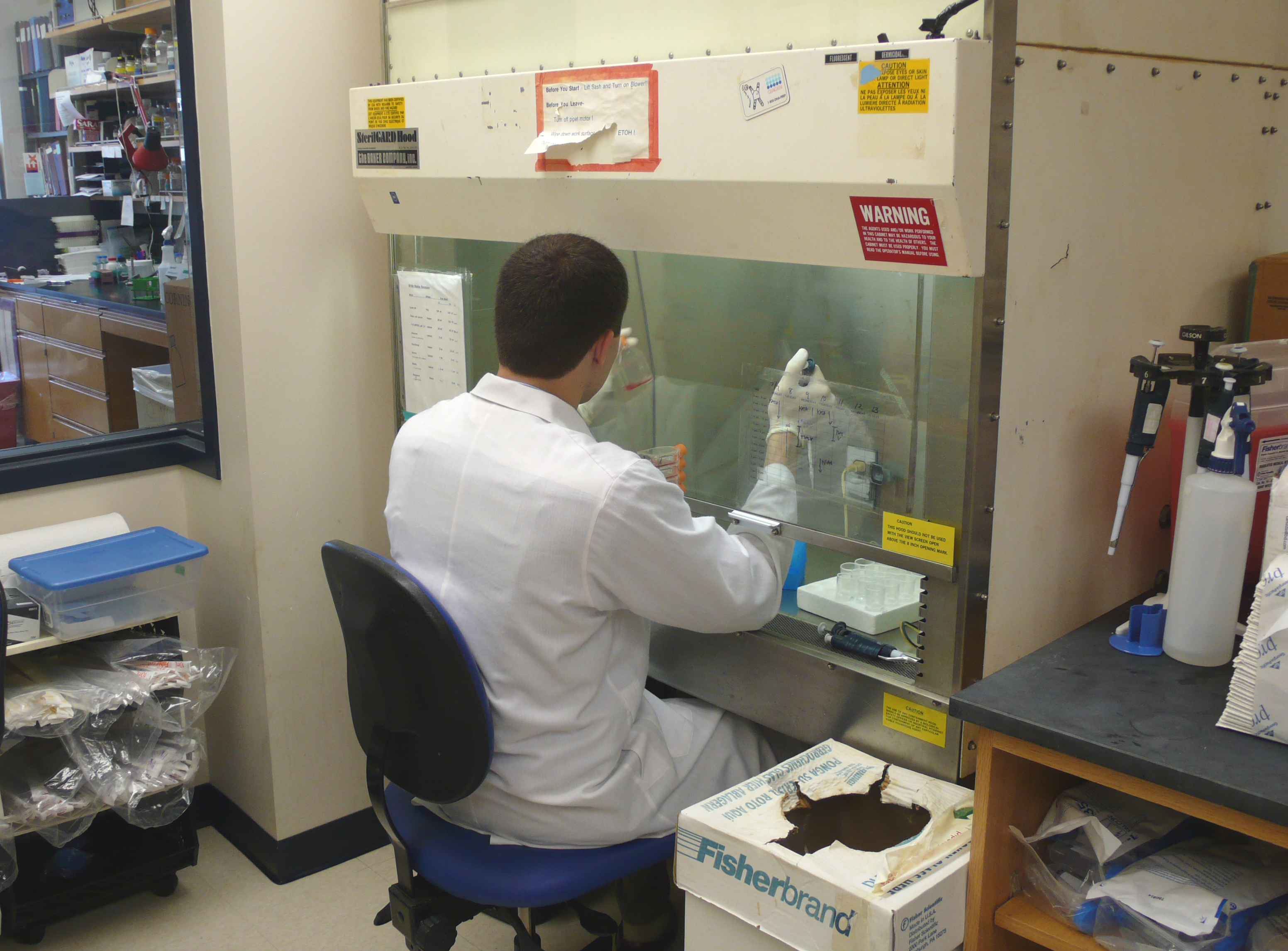
Microbiólogo trabajando con Leishmania en condiciones de categoría 2 de biocontención.

El microbiólogo clínico normalmente ejerce en los laboratorios hospitalarios, o de servicios de salud pública, precisando una tecnología y métodos de trabajo diferentes a los de otros laboratorios clínicos. No atienden directamente a los pacientes, sino que dan respuesta a las consultas de los médicos clínicos, mediante el envío de muestras tomadas a enfermos o portadores de infecciones. El microbiólogo las estudia y dictamina sobre la existencia o no de enfermedades infecciosas, identificando el microorganismo aislado y proponiendo la forma de eliminarlo.

## En España
Es una de las 47 especialidades médicas legalmente reconocidas en España. Su denominación oficial es "Microbiología y parasitología". Para poder ejercerla hay que tener previamente el título de Licenciado en Medicina, superar el examen MIR para Médico Interno Residente (MIR) y realizar una residencia de 4 años en un hospital acreditado. A esta especialidad también pueden acceder los biólogos vía BIR, los farmacéuticos vía FIR, y los químicos vía QIR.